# Chloris (Tochter des Orchomenos)
Chloris (altgriechisch Χλωρίς Chlōrís, von χλωρός chlōrós, deutsch ‚grüngelb‘) ist in der griechischen Mythologie die Tochter des arkadischen Heros Orchomenos.
Von Ampykos ist sie die Mutter des Mopsos, des Sehers der Argonauten.